# Christopher Monckton

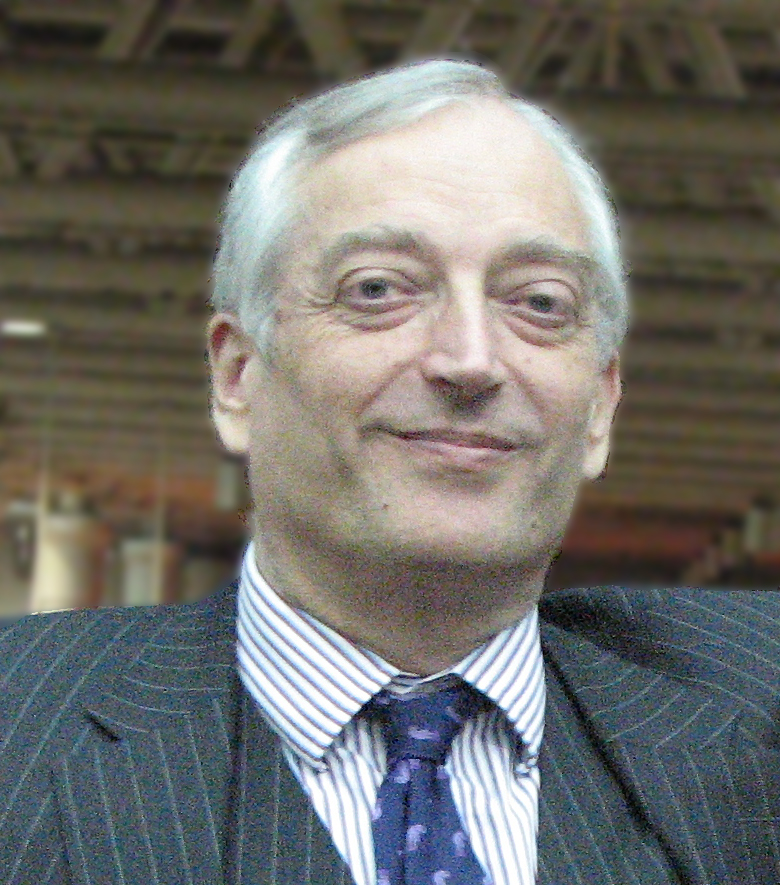
Lord Monckton

Christopher Walter Monckton, 3rd Viscount Monckton of Brenchley (14 februari 1952) is een Brits politicus, zakenadviseur, politiek adviseur, schrijver, journalist, columnist en uitvinder. Hij was adviseur van de toenmalige premier Margaret Thatcher. Hij is uitvinder van de Eternity Puzzle. Tegenwoordig is hij bekend als een klimaatscepticus en wordt vaak een klimaatontkenner genoemd.

## Biografie
Monckton is de oudste zoon van Lord Gilbert Monckton, de 2nd Viscount Monckton of Brenchley. Hij ging naar de Harrow School, het Churchill College, de Universiteit van Cambridge (klassieke talen) en de Universiteit van Cardiff (journalistiek). Hij is broer van Rosa Monckton, die de vertrouwelinge was van Lady Diana, en Anthony Monckton, een topman van de Britse geheime dienst MI6.
Monckton werkte als journalist onder meer bij de Yorkshire Post, de katholieke krant The Universe, het magazine van The Sunday Telegraph en de Evening Standard. Eind jaren zeventig werd hij actief in de pro-conservatieve denktank Centre for Policy Studies, waar hij werd opgemerkt door Downing Street. Hij werd in 1982 een van de economische adviseurs van premier Thatcher in de 'Number 10 Policy Unit'. Vanaf 1987 was hij weer journalist, bij Today en de Evening Standard.

## Politiek
Monckton toonde zich, toen het Verenigd Koninkrijk nog een lidstaat van de Europese Unie was, bezorgd over de vermeende teloorgang van de democratie in zijn land, waar, tenminste volgens Monckton zelf, "80 procent van de wetten afkomstig is uit Brussel", en met name de "niet democratisch gekozen en ook niet af te zetten 'kommisars' van de Europese Commissie". In december 2009 sloot hij zich aan bij de UK Independence Party.

### Lord-eretitel en lidmaatschap Britse Hogerhuis
Monckton proclameert dat hij in 2006, toen zijn vader stierf, diens eretitel van Lord geërfd heeft en tevens lid is van het Britse Hogerhuis (House of Lords), maar geen zit- en stemrecht heeft. De Amerikaanse krant The Salt Lake Tribune ontdekte dat het House of Lords helemaal geen lidmaatschap kent dat het zit- en stemrecht ontbeert, noch een vorm van erelidmaatschap. Desgevraagd stelde een woordvoerder dat 'Lord Monckton geen lid is van het House of Lords en dat ook nooit is geweest.' Het House of Lords verklaarde op 5 augustus 2010 stappen te zullen ondernemen opdat Monckton in de toekomst niet meer zou claimen lid te zijn van het House of Lords of een embleem zou gebruiken dat een variant is van dat van het House of Lords. Op 15 juli 2011 werd een boodschap gepubliceerd op de website van het parlement waarin nogmaals wordt verklaard dat Monckton geen lid is van het Britse Hogerhuis en waarin Monckton wordt gesommeerd te stoppen zichzelf als lid van het Hogerhuis voor te stellen.

### UKIP
In 2009 werd Christopher Monckton lid van de eurosceptische United Kingdom Independence Party waar hij in 2010 "deputy-leader" werd. In 2011 was hij lijsttrekker bij de verkiezingen in het Schotse verkiezingsdistrict Mid Scotland and Fife waar hij 1,1% van de stemmen haalde.

## Klimaatopwarming
Monckton is een niet onomstreden tegenstander van de theorie van de opwarming van de aarde door de mens. In verschillende artikelen (onder meer in de krant The Sunday Telegraph en in vakbladen zoals het Quarterly Economic Bulletin en American Physical Society) en papers heeft hij zijn twijfels geuit over de opwarming. Volgens hem is niet bewezen dat de opwarming door de mens wordt veroorzaakt en is de opwarming naar zijn mening ook niet catastrofaal. Hij bekritiseert de bevindingen van het Intergovernmental Panel on Climate Change, zoals de interpretatie van het middeleeuws klimaatoptimum, de periode van ongeveer 800 tot 1300 toen de temperaturen hoger waren dan in de periode ervoor en erna. Volgens hem is deze periode een bewijs dat opwarming niet per se door de mens wordt veroorzaakt. De activiteit van de zon is een betere verklaring voor de opwarming, aldus Monckton. Er is volgens hem nauwelijks een relatie tussen de CO2-uitstoot en een warmer klimaat. Hij meent dat de IPCC knoeit met de gegevens en bijvoorbeeld de wet van Stefan-Boltzmann verkeerd toepast. Investeringen om het klimaat te beïnvloeden, CO2-belastingen en emissiehandel hebben geen effect als het gaat om de CO2-emissies tegen te gaan. Zelfs als de temperaturen zo snel omhooggaan door een toename van CO2 in de atmosfeer, kunnen we daar weinig aan doen, behalve de wereldeconomie volledig stilleggen en terugkeren naar het het Stenen Tijdperk.
Vlak voor de klimaatbesprekingen in Kopenhagen begonnen, waarschuwde hij, dat aanvaarding van het concept-verdrag zal leiden tot de invoering van een communistische wereldregering, die de macht heeft in te grijpen in economie en politiek. Zo zal de wereldregering een belasting heffen van twee procent op alle financiële transacties, aldus Monckton. Als president Obama het verdrag tekent, zal dit het einde zijn van de democratie in Amerika.
Monckton maakte de film 'Apocalypse? No!' als antwoord op Al Gores An Inconvenient Truth. Hij zou geld hebben gegeven om vertoning van de klimaatsceptische film The Great Global Warming Swindle op scholen mogelijk te maken. Monckton heeft via advertenties in grote Amerikaanse kranten Gore uitgedaagd voor een debat, waarop de ex-vicepresident niet is ingegaan.
In Kopenhagen, waar in 2009 klimaatbesprekingen werden gehouden, noemde Monckton klimaatactivisten die eerder een bijeenkomst met hem hadden verstoord, 'Hitlerjeugd'. Ook zei hij, dat het aantal mensen dat is omgekomen als gevolg van het misplaatste geloof in de opwarming, groter is dan het aantal mensen dat Hitler heeft gedood. Dit als gevolg van de sterk gestegen voedselprijzen als gevolg van de biobrandstof-scam.
Volgens tegenstanders van Monckton is de Brit geen klimaatdeskundige, zijn zijn opvattingen ongefundeerd en weerspiegelen zij diens rechtse politieke opvattingen. Verschillende wetenschappers hebben onjuistheden in zijn analyses ontdekt.
In augustus 2010 zette professor John Abraham van de University of St-Thomas een gesproken presentatie online waarin een aantal fouten in Moncktons werk worden behandeld. Monckton antwoordde hierop dat dit een giftige aanval ad hominem was, maar dat Abrahams gezicht gelukkig niet te zien was omdat hij eruitziet als een gaargekookte garnaal. Monckton riep vervolgens de lezers van de blog WattsUpWithThat op naar de universiteit van Abraham te schrijven en te eisen dat de presentatie uit de lucht werd gehaald. Monckton noemde de universiteit van Abraham een "half-assed bible college" (halfslachtig bijbelcollege) en de rector een "creep", een gluiperd. De University of St-Thomas dreigde vervolgens met juridische acties als Monckton niet zou ophouden met dergelijk taalgebruik.
Tijdens een tournee doorheen Australië in 2011 gaf hij een lezing waarin hij professor Ross Garnaut fascisme verweet en een aantal slides toonde waarop citaten werden weergegeven naast een swastika.
Monckton is adviseur voor het Committee for a Constructive Tomorrow.

## Medische wetenschap
Monckton werkte in 2010 aan een medicijn dat, volgens hem, zowel een verkoudheid, griep, hiv, de ziekte van Graves en multiple sclerose kan genezen.

## Aids
Moncktons visie over hoe de aidsepidemie aangepakt moet worden veroorzaakte enige controverse. In een artikel dat hij schreef voor The American Spectator in januari 1987 zei hij dat er maar één manier is om aids te stoppen, en dat is alle mensen die besmet zijn in quarantaine plaatsen. En dat de hele bevolking maandelijks aan een bloedproef onderworpen moet worden en dat mensen die drager zijn van hiv onmiddellijk en permanent geïsoleerd moeten worden. Het zou in de Verenigde Staten dan om 1,5 tot 3 miljoen mensen gaan, wat hij niet onhaalbaar noemde.
Monckton heeft nadien verklaard dat zijn artikel bij het begin van de epidemie, en dat op een moment waarop 33 miljoen mensen wereldwijd besmet zijn, het idee van quarantaine lachwekkend is geworden, omdat het onmogelijk haalbaar is.